# Dale Keown
Dale Keown (nacido el 23 de julio de 1962) es un dibujante de cómics canadiense procedente de Grande Prairie, Alberta.

## Carrera
Keown se inició en el mundo del cómic en 1986 dibujando varias series para Aircel Comics, incluyendo Samurai, Elflord, Dragon Ring (después Dragonforce) y Warlock 5.
Empezó a trabajar para Marvel Comics en 1989, donde trabajó por primera vez en Nth Man: the Ultimate Ninja, antes de reemplazar a Jeff Purves en The Incredible Hulk. Keown trabajó en Hulk junto con el escritor Peter David, creando de una de las ediciones más memorables del libro.
Se fue en 1993, para iniciar la publicación de su creación propia Pitt en Image Comics. En 1995, la publicación de Pitt se trasladó a la compañía de Keown, Full Bleed Studios.
Con el tiempo comenzó a trabajar para otras empresas, una vez más, dibujando The Darkness para Top Cow y haciendo equipo con Peter David una vez más para Hulk: The End for Marvel. Keown también dibujó a un crossover de The Darkness y  Hulk.
Keown dibujó muchas de las imágenes de los objetos de Hulk que fue lanzado para coincidir con la película Hulk de 2003.
Desde septiembre de 2005, Keown ha estado trabajando en un crossover de The Darkness y Pitt, que será escrito por Paul Jenkins, con una vista previa del libro de un libro especial publicado en diciembre de 2006 y la serie limitada de tres números a debutar en 2009.
Keown está trabajando actualmente con Milo Ventimiglia en Berserker Top Cow Productions, la cual se estrenó en junio de 2009.

## Publicaciones

### Publicación Aircel
- Dragonforce #1-12 (1988–89) –del  #5 fue publicado por Malibu Comics-
- Dragonring #9-15 (1987–88)
- Samurai #13-16 (Ilustración completa); #23 (entre otros artistas) (1986–87)
- Warlock 5 #16-17 (1988)

### DC
- Superman, vol. 2, #170 (2001)

### Image
- The Darkness (cómic) , vol. 2, #1-6 (2002)
- Pitt (cómic) #1-20 (1993–99) -del #10 fue publicado por Full Bleed Studios-
- Tomb Raider (comic)  (Darkness) #8 (2002)
- Youngblood (cómics)  (Pitt) #4 (1993)

### Marvel
- Hulk Giant-Size #1 (2006)
- Incredible Hulk #367, 369-377, 379, 381-388, 390-393, 395-398 (1990–92)
- Incredible Hulk: The End, una edición (2002)

### Image/Marvel
- The Darkness (cómics)/Hulk (cómic), una edición (2004)